# Metablus
Metablus is een geslacht van kevers uit de familie van de loopkevers (Carabidae). De wetenschappelijke naam van het geslacht is voor het eerst geldig gepubliceerd in 1958 door Jedlicka.

## Soorten
Het geslacht Metablus omvat de volgende soorten:
- Metablus paracenthesis (Motschulsky, 1839)
- Metablus solskyi Komarov, 1995